# Abricot de Gönc
L'abricot de Gönc est une variété hongroise d'abricot originaire de la région de Gönc. Il bénéficie d'une indication géographique protégée sous le nom de gönci kajszibarack. Il constitue l'ingrédient principal du pálinka d'abricot de Gönc.